# 北京时代华文书局
北京时代华文书局是一家位于中华人民共和国北京市的出版社，成立于2011年11月28日。北京时代华文书局是时代出版的全资子公司。时代出版是安徽出版集团的上市公司，拥有安徽出版集团旗下诸出版社。2013年5月，该出版社的图书出版资质获得国家新闻出版总署批准。
北京时代华文书局主营人文社科图书。

## 公司高管
- 韩进        -时代出版传媒股份有限公司副总经理

-北京时代华文书局有限公司董事长
- 王训海     -北京时代华文书局有限公司总经理

- 宋启发     -北京时代华文书局有限公司总编辑

- 余玲        -北京时代华文书局有限公司副总经理

- 王水        -北京时代华文书局有限公司副总经理

- 胡俊生     -北京时代华文书局有限公司副总经理

- 杨迎会     -北京时代华文书局有限公司副总编辑

- 叶明光     -北京时代华文书局有限公司副总经理